# RTBF International
RTBF International était une station de radio belge internationale en ondes courtes pour l'Afrique centrale et l’Europe, et faisant partie de la Radio-télévision belge de la Communauté française (RTBF).
Elle diffusait de 5 h à 20 h les programmes de La Première et de 20 h à minuit les programmes musicaux ou sportifs de VivaCité. Le choix des programmes diffusés évoluait en fonction de l’actualité et des saisons radio.

## Histoire
Les émissions internationales de la radio publique belge démarrent en 1923 sous le nom de Bel Radio. Les émissions dépendent d'abord de la Régie des Télégraphes et des Téléphones (RTT), puis de l'INR à partir de 1931. En mai 1940, les troupes allemandes détruisent l'émetteur de Ruiselede, coupant tout lien entre le Congo belge, non occupé, et la métropole, sous contrôle allemand.
Le 16 mai 1943, la Radiodiffusion Nationale Belge, propriété de l'Office de Radiodiffusion National Belge (organisme dépendant du Gouvernement belge à Londres), qui diffuse depuis le Congo belge, assume les fonctions de l'ancien programme INR, ondes françaises entre le 16 mai 1943 et le 30 janvier 1945. Le lendemain, elle adopte le nom La voix de la concorde/De Vriendschapsbode, puis La Voix de l'Amitié/De Vriendschapsbode de 1953 à 1960. En 1960, la radio internationale belge se scinde en deux : La Voix de l’Amitié (pour la RTB) et Radio Vlaanderen Internationaal (pour la VRT).
En 1977, avec la transformation de la RTB en RTBF, elle adopte le nom Radio 4 International, qu'elle détient jusqu'en 1992, lorsqu'elle cesse ses émissions. La radio publique flamande (VRT) rachète les émetteurs de la RTBF et la RVI prend la place laissée par la radio francophone pour assurer un service international en langue française.
En 1999, la RTBF lance RTBF International, une nouvelle radio adressée à l'Afrique centrale. RTBF International relaie essentiellement les principales émissions de La Première ainsi que les évènements sportifs de VivaCité.
RTBF International est relancée le 1er avril 2004 avec les autres chaînes de la RTBF. Depuis le 26 juin 2006, elle est diffusée en FM à Kinshasa sur 99.2 MHz.
Depuis septembre 2007, elle est également émise en AM sur le 621 kHz depuis Wavre en remplacement de La Première.
Le 31 décembre 2009 à 23 h 15, RTBF International a cessé sa diffusion en ondes courtes. Elle reste cependant disponible pour les auditeurs du monde entier via la diffusion en streaming sur son site internet.
Via la chaîne satellitaire RTBF SAT, les programmes TV de la RTBF ont été accessibles à l’étranger et ce, jusqu'au 15 février 2010, date à laquelle la RTBF met fin à la diffusion de sa chaîne satellitaire.
RTBFi diffusait en clair et en numérique l’ensemble de ses programmes, 24h/24, sur le satellite Atlantic Bird 3 (AB 3) en Afrique. Le 31 décembre 2018, les transmissions sur satellite et sur Internet sont terminées, avec le lancement de RTBF Mix,,, une chaine DAB+ pour le nord de la Belgique.

## Diffusion

### En AM
- 621 kHz : était à écouter dans un rayon d'environ 300 km de Wavre, en temps partagé avec VivaCité, à écouter en semaine de travail de 6 h à 20 h et en fin de semaine de 6 h à 14 h.

### En FM en Afrique centrale
- RTBFi a été diffusée en FM à Kinshasa sur 99.2 FM.

### Par satellite
Par le satellite AB3 qui couvrait l'ensemble de l'Afrique et une partie de l'Europe.
- Position orbitale : 5°Ouest, bande C
- Fréquence : 3727 MHz
- Polarisation :  RHCP (circulaire droite)
- Modulation : QPSK
- Débit symbole : 29.95 Mbaud
- FEC : 7/8
- SID : 109
- PID AUDIO : 159

### Sur Internet
- Site rtbf.be/radio/liveradio/rtbfi